# Shōta Suzuki (Fußballspieler, 1984)
Shōta Suzuki (japanisch 鈴木 将太 Suzuki Shōta; * 3. Juli 1984 in der Präfektur Kanagawa) ist ein ehemaliger japanischer Fußballspieler.

## Karriere
Suzuki erlernte das Fußballspielen in der Schulmannschaft der Toko Gakuen High School. Seinen ersten Vertrag unterschrieb er 2003 bei den Omiya Ardija. Der Verein spielte in der zweithöchsten Liga des Landes, der J2 League. 2004 wurde er mit dem Verein Vizemeister der J2 League und stieg in die J1 League auf. Für den Verein absolvierte er 13 Ligaspiele. 2006 wechselte er zum Zweitligisten Kashiwa Reysol. Für den Verein absolvierte er neun Ligaspiele. 2007 wechselte er zum Ligakonkurrenten Shonan Bellmare. Für den Verein absolvierte er 36 Ligaspiele. Ende 2009 beendete er seine Karriere als Fußballspieler.